# Брэдли, Эшли
Э́шли C. Брэ́дли (англ. Ashley C. Bradley) — американский телевизионный сценарист и продюсер. Известна по работе над мультсериалом «Охотники на троллей: Истории Аркадии» (2016—2018), «Трое с небес: Истории Аркадии» (2018—2019) и «Что, если…?» (2021—н. в.).

## Карьера
В августе 2019 года было объявлено, что Брэдли станет главным сценаристом и исполнительным продюсером анимационного сериала «Что, если…?» студии Marvel Studios, который официально был выпущен на стриминговом сервисе Disney+ 11 августа 2021 года. Она также выступила в качестве консультирующего продюсера и сценариста сериала «Мисс Марвел».
Первый полнометражный фильм Брэдли «Много шума», основанный на пьесе Уильяма Шекспира «Много шума из ничего», находится в стадии активной разработки на студии Sony Pictures. Режиссёром выступит Ниша Ганатра, а продюсером — Уилл Глак.

## Личная жизнь
Брэдли родом из района Бронкс в Нью-Йорке. Она изучала международные отношения и английскую литературу в Бостонском колледже и окончила Школу кинематографических искусств Университета Южной Калифорнии, получив степень магистра и магистра сценарного мастерства.

## Фильмография
| Год        | Название                               | Известен как | Известен как            | Комментарии                                                         |
| Год        | Название                               | Сценарист    | Продюсер                | Комментарии                                                         |
| ---------- | -------------------------------------- | ------------ | ----------------------- | ------------------------------------------------------------------- |
| 2014       | «Стрела»                               | Да           | Нет                     | Эпизод: «Birds of Prey»                                             |
| 2016–2018  | «Охотники на троллей: Истории Аркадии» | Да           | Нет                     | Написала 23 эпизода                                                 |
| 2018–2019  | «Трое с небес: Истории Аркадии»        | Да           | Нет                     | Главный сценарист Написала 5 эпизодов, также была редактором сюжета |
| 2021–н. в. | «Что, если…?»                          | Да           | Исполнительный директор | Главный сценарист Написала 5 эпизодов                               |
| 2022       | «Мисс Марвел»                          | Да           | Да                      | Консультант-продюсер, написала 3 эпизода                            |
| TBA        | «Много шума»                           | Да           | TBA                     | Предстоящий фильм, указана как Эшли Брэдли                          |

## Награды и номинации
| Год  | Награда                        | Категория                                                                                      | Проект                                                                         | Результат | Прим.         |
| ---- | ------------------------------ | ---------------------------------------------------------------------------------------------- | ------------------------------------------------------------------------------ | --------- | ------------- |
| 2018 | Kidscreen Awards               | Лучшее сценарий                                                                                | «Охотники на троллей: Истории Аркадии» (за эпизод «Escape from the Darklands») | Победа    | [ 8 ]         |
| 2018 | «Энни»                         | За выдающиеся достижения в области сценария анимационной телевизионной / вещательной продукции | «Охотники на троллей: Истории Аркадии» (за эпизод «Escape from the Darklands») | Номинация | [ 9 ]         |
| 2018 | Дневная премия «Эмми»          | Выдающийся сценарий анимационной программы                                                     | «Охотники на троллей: Истории Аркадии»                                         | Победа    | [ 10 ] [ 11 ] |
| 2019 | Дневная премия «Эмми»          | Выдающийся сценарий для анимационной программы                                                 | «Охотники на троллей: Истории Аркадии»                                         | Номинация | [ 12 ]        |
| 2022 | «Выбор критиков»               | Лучший анимационный сериал                                                                     | «Что, если…?»                                                                  | Победа    | [ 13 ]        |
| 2022 | «Прайм-таймовая премия «Эмми»» | Лучшая анимационная программа                                                                  | «Что, если…?»                                                                  | Номинация | [ 14 ]        |